# Alfonso Lazo Díaz
Alfonso Lazo Díaz (Sevilla, 26 de julio de 1936) es un político socialista español.

## Biografía
Su familia materna procedía del municipio sevillano de Carmona, y la paterna de la población onubense de Alosno. A mediados de los años 20 del siglo XX ambas familias ya se habían trasladado a Sevilla.
Su padre, Francisco Lazo Orta, fue vicepresidente del Betis Balompié en 1935. Durante un viaje que realiza toda la familia, de Sevilla a San Sebastián, para comenzar sus vacaciones estivales, su padre es detenido en un hotel madrileño por un grupo de anarquistas y conducido a la cárcel de san Antón. Posteriormente es asesinado en Paracuellos del Jarama. Mientras, Alfonso y su madre viajan en un tren desde Bilbao a Sevilla, para finalmente escapar a Francia, gracias a la mediación de la Cruz Roja Internacional. En 1938, regresaron a España.
Tras concluir el bachillerato en el colegio de los jesuitas, realizó la licenciatura de Filosofía y Letras, en las universidades de Granada y Sevilla y defendió su tesis doctoral, obteniendo la calificación de sobresaliente cum laude. En 1974 obtuvo por oposición la plaza de profesor adjunto de Historia Contemporánea en la Universidad de Sevilla, donde ejerció docencia hasta junio de 1977.
En junio de 1977, en plena transición española, fue elegido Diputado en las Cortes Generales en la legislatura Constituyente por el PSOE. Posteriormente fue elegido Diputado en las legislaturas I, II, III, IV y V.
Presidió durante diez años la Comisión Mixta Congreso-Senado para las relaciones con el Defensor del Pueblo. Fue miembro de la Ejecutiva Regional del PSOE de Andalucía y Secretario Provincial del PSOE de Sevilla. Además de consejero de Cultura en el ente preautonómico de la Junta de Andalucía. Fue patrono de la Fundación Pablo Iglesias (1983-1991).
Regresó a la Universidad hispalense en 1996 hasta su jubilación. 
El 15 de diciembre de 2019 ingresó en la Real Academia Sevillana de Buenas Letras con el discurso titulado “Lectores de libros y núcleos civilizatorios. Una reflexión contemporánea”.
Se ha mostrado muy crítico con la Ley de Memoria Democrática, aprobada por el Gobierno de Pedro Sánchez el 20 de julio de 2021. Según él, esta ley "es una impostura histórica: parte de un supuesto enfrentamiento entre el totalitarismo y una República democrática cuando es sabido que fue un enfrentamiento entre fascismo y comunismo". Por eso, recalca "no se puede olvidar que en los dos bandos hubo criminales y santos, o que cuando empezaron las matanzas en Madrid, muchos republicanos como Clara Campoamor, Menéndez Pidal o Juan Ramón Jiménez salieron hacia el exilio. O que, Rafael Alberti (...) escribía en prensa recomendando a quién había que dar el paseillo. Eso es Memoria histórica. Y lo peor de la ley, es que trata de resucitar los peores odios guerracivilistas porque el enfrentamiento renta electoralmente."

## Publicaciones
Durante quince años escribió dos columnas semanales en el diario El Mundo.
Entre sus libros, se encuentran: 
- La Desamortización Eclesiástica en Sevilla (1970)
- La  revolución Rusa en el diario ABC de la época (1975)
- Las revoluciones del mundo moderno (1980)
- La Iglesia, la Falange y el fascismo, un estudio sobre la prensa española de posguerra (1998)
- Retrato de fascismo rural en Sevilla (1998)
- El Siglo XIX (2001)
- Tablillas desde Itálica (2005)
- Una familia mal avenida. La Iglesia, la Falange y el Ejército (2008)
- Crónicas occidentales (2011)
- Historias falangistas del sur de España (2015).